# Hylbrownit
Das Mineral Hylbrownit ist ein sehr seltenes, wasserhaltiges Triphosphat mit der chemischen Zusammensetzung Mg2+Na3(P3O10)·12H2O. Es kristallisiert mit monokliner Symmetrie und bildet weiße, radialstrahlige Aggregate farbloser, nadeliger bis haarförmiger Kristalle, die selten größer als 0,12 mm werden.
Hylbrownit bildet sich sekundär bei sehr niedrigen Temperaturen um 25 °C und ist bislang (2020) nur von zwei Fundorten bekannt. Die Typlokalität ist die Dome Rock Kupfermine im Boolcoomatta Reserve im Olary-Distrikt in South Australia, ~50 km westlich von Broken Hill, Australien.

## Etymologie und Geschichte

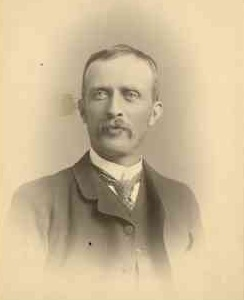
Der australische Geologe Henry Yorke Lyell Brown um 1900

Verbindungen des Typs M2+Na3(P3O10)·12H2O, worin M2+ für zweiwertige Kationen steht, sind spätestens seit 1899 bekannt, als Paul Glühmann in seiner Dissertation an der Friedrich-Wilhelms-Universität zu Berlin das Cadmiumsalz dieses Typs beschrieb. Die erste Synthese und Strukturbestimmung des Mg-Vertreters dieser Gruppe erfolgten 1972 durch Emile Rakotomahanina-Rolaisoa und Mitarbeiter.
Natürliche Polyphosphate waren lange Zeit unbekannt und man ging davon aus, dass sie sich unter geologisch relevanten Bedingungen nicht bilden können, bis 1983 mit Canaphit das erste natürliche Diphosphat und 1997 das erste natürliche Triphosphat Kanonerovit beschrieben wurde.
Die Dome Rock Kupfermine war in den 1980er Jahren eine bekannte Quelle für sekundäre Arsenate und ist die Typlokalität von Cobaltaustinit und Domerockit. Die Handstücke, auf denen das dritte dort entdeckte Mineral, Hylbrownit, gefunden wurde, wurden vermutlich bereits in dieser Zeit gesammelt. Beschrieben und als neues Mineral anerkannt wurde Hylbrownit fast 30 Jahre später durch P. Elliott und Mitarbeitern von der University of Adelaide. Sie benannten das neue Mineral nach dem staatlichen Geologen von South Australia, Henry Yorke Lyell Brown (1844–1928), der als einer der ersten das Landesinnere des Staates erforschte und 1899 die erste geologische Karte der Kolonie erstellte.
Hylbrownit ist nach Kanonerovit das zweite bekannte Mineral mit einem Triphosphat-Anion.

## Klassifikation
Da Hylbrownit erst 2010 als eigenständiges Mineral anerkannt wurde, ist es in der seit 1977 veralteten 8. Auflage der Mineralsystematik nach Strunz noch nicht verzeichnet. Einzig im Lapis-Mineralienverzeichnis nach Stefan Weiß, das sich aus Rücksicht auf private Sammler und institutionelle Sammlungen noch nach dieser alten Form der Systematik von Karl Hugo Strunz richtet, erhielt das Mineral die System- und Mineral-Nr. VII/C.37-005. In der „Lapis-Systematik“ entspricht dies der Klasse der „Phosphate, Arsenate und Vanadate“ und dort der Abteilung „Wasserhaltige Phosphate, ohne fremde Anionen“, wo Hylbrownit zusammen mit Kanonerovit die Gruppe „Wasserfreie Triphosphate [P3O10]5−“ bildet (Stand 2018).
Die seit 2001 gültige und von der International Mineralogical Association (IMA) bis 2009 aktualisierte 9. Auflage der Strunz’schen Mineralsystematik führt den Hylbrownit noch nicht auf. Er wäre zusammen mit Kanonerovit in der Gruppe 8.FC.30 in der Unterabteilung „Diphosphate usw. mit ausschließlich H2O“, Abteilung „Polyphosphate, Polyarsenate, [4]-Polyvanadate“ zu finden.
Auch in der vorwiegend im englischen Sprachraum gebräuchliche Systematik der Minerale nach Dana würde den Hylbrownit in die Klasse der „Phosphate, Arsenate und Vanadate“ und dort in die Abteilung der „Basische oder Halogen-haltige Antimonite, Arsenite und Phosphite“ einordnen. Hier wäre er mit Kanonerovit in der unbenannten Gruppe 46.04.01 innerhalb der Unterabteilung „Basische oder halogenhaltige Antimonite, Arsenite und Phosphite mit (A B)m (XO3)p Zq × x(H2O)“ zu finden.

## Chemismus
Hylbrownit ist das Magnesiumanalog von Kanonerovit und hat die vereinfachte Zusammensetzung Mg2+Na3(P3O10)·12H2O. Die gemessene Zusammensetzung von Hylbrownit aus der Typlokalität ist:
- (Mg2+0,99Ca2+0,04)(Na2,93)(P2,99O9,97)·12,03H2O.[3]

Synthetisch sind noch einige weitere Verbindungen dieses Typs bekannt:
- Cd2+Na3(P3O10)·12H2O[7][6]
- Ni2+Na3(P3O10)·12H2O[7][13]
- Co2+Na3(P3O10)·12H2O[7][13]
- Zn2+Na3(P3O10)·12H2O[7]
- Mn2+Na3(P3O10)·12H2O[7][14]
- Cu2+Na3(P3O10)·12H2O[15]
- Mg2+Na3(P3O10)·12H2O[7]

## Kristallstruktur
Hylbrownit kristallisiert mit monokliner Symmetrie der Raumgruppe P21/n (Raumgruppen-Nr. 14, Stellung 2) und 4 Formeleinheiten pro Elementarzelle. Der natürliche Hylbrownit aus der Typlokalität hat die Gitterparameter a = 14,722(3) Å, b = 9,33(2) Å, c = 15,13(1) Å und ß=89,8(1). Für das reine synthetische Äquivalent von Hylbrownit wurden die Gitterparameter a = 14,763(2) Å, b = 9,240(2) Å, c = 15,052(3) Å und ß=90,01(3)° bestimmt.
Phosphor (P5+) besetzt drei tetraedrisch von 4 Sauerstoffionen umgebene Positionen. Die drei Tetraeder sind über gemeinsame Sauerstoffionen der PO4-Tetraederecken zu einer P3O10-Gruppe verbunden.
Magnesium (Mg2+) ist von drei Sauerstoffen und drei Wassermolekülen in Form eines verzerrten Oktaeders umgeben, wobei die drei Sauerstoffe zu je einer Ecke eines PO4-Tetraeders einer P3O10-Gruppe gehören.
Diese [MgP3O10 (H2O)3]3−-Komplexe werden durch Na+-Ionen und Wasserstoffbrückenbindungen zusammengehalten.
Natrium (Na+) sitzt auf drei verschiedenen Positionen, wo es entweder oktaedrisch von einem Sauerstoff und 5 Wassermolekülen (Na1, Na3) oder einem Sauerstoff und 4 Wassermolekülen in Form einer stark verzerrten quadratischen Pyramide (Na2) umgeben ist. Sehr schwache Bindungen zu einem ~3,1 Å entfernten Sauerstoff und dem Sauerstoff eines weiteren Wassermoleküls erhöhen die Koordinationszahl auf 7.

## Bildung und Fundorte
Hylbrownit scheidet sich bei sehr niedrigen Temperaturen von 25 °C oder weniger aus phosphatführenden Lösungen ab.
Bislang (2020) ist das Mineral Hylbrownit nur an zwei Fundorten dokumentiert worden. Die Typlokalität ist die Dome Rock Kupfermine im Boolcoomatta Reserve im Olary-Distrikt in South Australia, ~50 km westlich von Broken Hill, Australien. Es tritt hier in einem schmalen Spalt auf blass grünem Conichalcit und auf Krusten aus Chrysokoll oder einem amorphen Kupfer-Mangan-Cobalt-Silikat auf. In einem zweiten Handstück derselben Lokalität fand sich Hylbrownit auf einem von Eisenoxiden durchsetzten Quarzit zusammen mit Cuprit, Malachit, Azurit und Goethit. Zusammen mit Hydroxylapatit ist es das einzige sekundäre Phosphat am Fundort. Quelle des Phosphors sind vermutlich phosphathaltige Pegmatite in der näheren Umgebung.
Der zweite dokumentierte Fundort ist ein Chlorit-Aufschluss in den Serpentiniten des Sassi Neri-Sodera-Gebiet in der Gemeinde Impruneta der Metropolitanstadt Florenz in der Toskana, Italien. Hylbrownit findet sich hier in Form millimetergroßer Büschel oder radialstrahliger Aggregate auf Chrysotil.